# Seoul Metro
Seoul Metro é uma empresa estatal que administra as linhas de 1 a 4 do Metropolitano de Seul. De 1970 a 2006, era chamada Seoul Metropolitan Subway Corporation.

## Linhas
| Nome da Linha Português | Nome da Linha Hangul | Estação Inicial                                     | Estação Final                                       | Comprimento Total em km |  |
|                         |                      |                                                     |                                                     |                         |  |
| Linha 1                 | 1호선                | Estação de Seul                                     | Cheongnyangni                                       | 7,8 km                  |  |
| Linha 2                 | 2호선                | Linha circular através da City Hall com 2 extensões | Linha circular através da City Hall com 2 extensões | 60,2 km                 |  |
| Linha 3                 | 3호선                | Jichuk                                              | Ogeum                                               | 38,2 km                 |  |
| Linha 4                 | 4호선                | Dangogae                                            | Namtaeryeong                                        | 31,1 km                 |  |
|                         |                      |                                                     |                                                     |                         |  |